# Workers International League
Die Workers International League (WIL) war eine trotzkistische Gruppe in Großbritannien von 1937 bis 1944.
Als die von Leo Trotzki geführte Vierte Internationale im Jahr 1938 gegründet wurde, verweigerte die WIL ihren Anschluss an deren offizielle britische Sektion, der Revolutionary Socialist League (RSL). Hauptgrund dafür waren unterschiedliche Meinungen zum Entrismus in der Labour Party. Trotzki und seine Anhängerschaft verfolgten eine taktische Mitarbeit innerhalb der Independent Labour Party und später in der Labour Party, während die WIL eine strategische Mitarbeit in der Labour Party befürwortete. Diese nationalen und praktischen Bedürfnisse waren für die WIL von größerem Interesse als eine Mitgliedschaft in der Vierten Internationale. Ein anschließend von der WIL beantragter Sympathisantenstatus ohne organisatorischen und politischen Verpflichtungen wurde von der Vierten Internationale abgelehnt.
Auf Initiative der US-amerikanischen Socialist Workers Party (SWP) fusionierte die Workers International League im Jahr 1944 schließlich mit der Revolutionary Socialist League zur Revolutionary Communist Party (RCP). Diese war fortan die offizielle britische Sektion der Vierten Internationale.

## Sonstiges
Bekannte Mitglieder der Gruppe waren Gerry Healy und Ted Grant. Heute berufen sich das Committee for a Workers International und die International Marxist Tendency auf die Workers International League.